# Дельфінес дель Есте
Футбольний клуб «Дельфінес дель Есте» (ісп. Delfines del Este Fútbol Club) — професійний домініканський футбольний клуб із міста Ла-Романа. Клуб був заснований у 2014 році, та проводить домашні матчі на стадіоні «Естадіо Парк дель Есте». Клуб від часу створення грає в Домініканській футбольній лізі, найвищому дивізіоні домініканського футболу. Найвищим місцем команди стало друге місце в чемпіонаті країни 2020 року.